# Боблетичь
Боблетичь (рум. Bobletici) — село в Сынжерейском районе Молдавии. Наряду с сёлами Кошкодены и Фламынзены входит в состав коммуны Кошкодены.

## География
Село расположено на высоте 127 метров над уровнем моря.

## Население
По данным переписи населения 2004 года, в селе Боблетичь проживает 546 человек (262 мужчины, 284 женщины).
Этнический состав села:
| Национальность | Число жителей | Процентный состав |
| -------------- | ------------- | ----------------- |
| молдаване      | 538           | 98.53             |
| русские        | 5             | 0.92              |
| румыны         | 1             | 0.18              |
| болгары        | 1             | 0.18              |
| прочие         | 1             | 0.18              |
| Всего          | 546           | 100%              |